# Florian Nicot
Pas d'image ? Cliquez ici

a Compétitions nationales et continentales officielles uniquement.

Dernière mise à jour le 27 juin 2025.
Florian Nicot, né le 30 septembre 1986, est un joueur de rugby à XV français. Il évolue au poste de centre.

## Carrière

### Formation
Florian Nicot est issu du centre de formation du Montpellier Hérault rugby.

### En club
Florian Nicot commence sa carrière professionnelle lors de la saison 2008-2009 avec le groupe professionnel de Montpellier en Top 14.
Il rejoint la Fédérale 1 et le club de Colomiers rugby durant l'été 2011. Il remporte le championnat dès sa première saison et accède à la Pro D2 avec son club.
Il fait son retour en Top 14 en 2017, s'engageant avec la Section paloise pour un contrat de deux saisons. En octobre 2018, il prolonge jusqu'en juin 2021 avec le club béarnais.
En février 2021, il quitte Pau pour retourner à Colomiers en tant que joker médical jusqu'à la fin de la saison en cours, puis avec année de contrat supplémentaire derrière,.
Il met un terme à sa carrière de joueur en 2022, et devient dans la foulée entraîneur adjoint de Colommiers au sein du staff dirigé par Julien Sarraute. Après trois saisons dans ce rôle, il devient l'entraîneur principal du club à partir de 2025, en binôme avec Aurélien Béco.

## Palmarès
- Finaliste du Championnnat de France Espoirs en 2007 avec le Montpellier HR[10]
- Vainqueur du Championnat de France de Fédérale 1 en 2012 avec Colomiers rugby.